# Venloosch Alt
Venloosch Alt
of Venloosch Oud was een biertype dat in de 20ste eeuw nog werd gebrouwen door de Venlose brouwerij "La Belle Alliance". Venloosch Alt is sinds 1983 een Nederlands altbiermerk in handen van K.E.M. Venlo B.V. (Keulartz Exploitatie en Inversterings Maatschappij). In 1983 op de markt gebracht ter ere van het 150-jarig bestaan - en heropening - van Café De Gouden Tijger aan de Lomstraat in Venlo. Het bier werd in eerste instantie gebrouwen bij de Arcense Stoombierbrouwerij, vervolgens bij Brouwerij De Leeuw en sinds 2001 bij Lindeboom Bierbrouwerij. In de loop van deze periode is ook het receptuur al wel een aantal keer veranderd.
Venloosch Alt won een zilveren European Beer Star tijdens het Drinktec in Munchen in 2017.
Venloosch Alt won zilver in de categorie Belgian Ale op de London Beer Competition in 2020.

## Variant
Sinds 2003 wordt er ook een witbier-variant gebrouwen: Venloosch Wit.